# Valençay
Valençay é uma comuna francesa na região administrativa do Centro, no departamento Indre. Estende-se por uma área de 41,6 km². Em 2010 a comuna tinha 2 458 habitantes (densidade: 59,1 hab./km²).